# Триказе
Триказе (итал. Tricase) — коммуна в Италии, располагается в регионе Апулия, в провинции Лечче.
Население составляет 17 870 человек (2008 г.), плотность населения составляет 398 чел./км². Занимает площадь 44 км². Почтовый индекс — 73039, 73030. Телефонный код — 0833.
Покровителем коммуны почитается святой Вит, празднование 15 июня.

## Демография
Динамика населения:

## Администрация коммуны
- Официальный сайт: http://www.comune.tricase.le.it/